# 衣類スチーマー

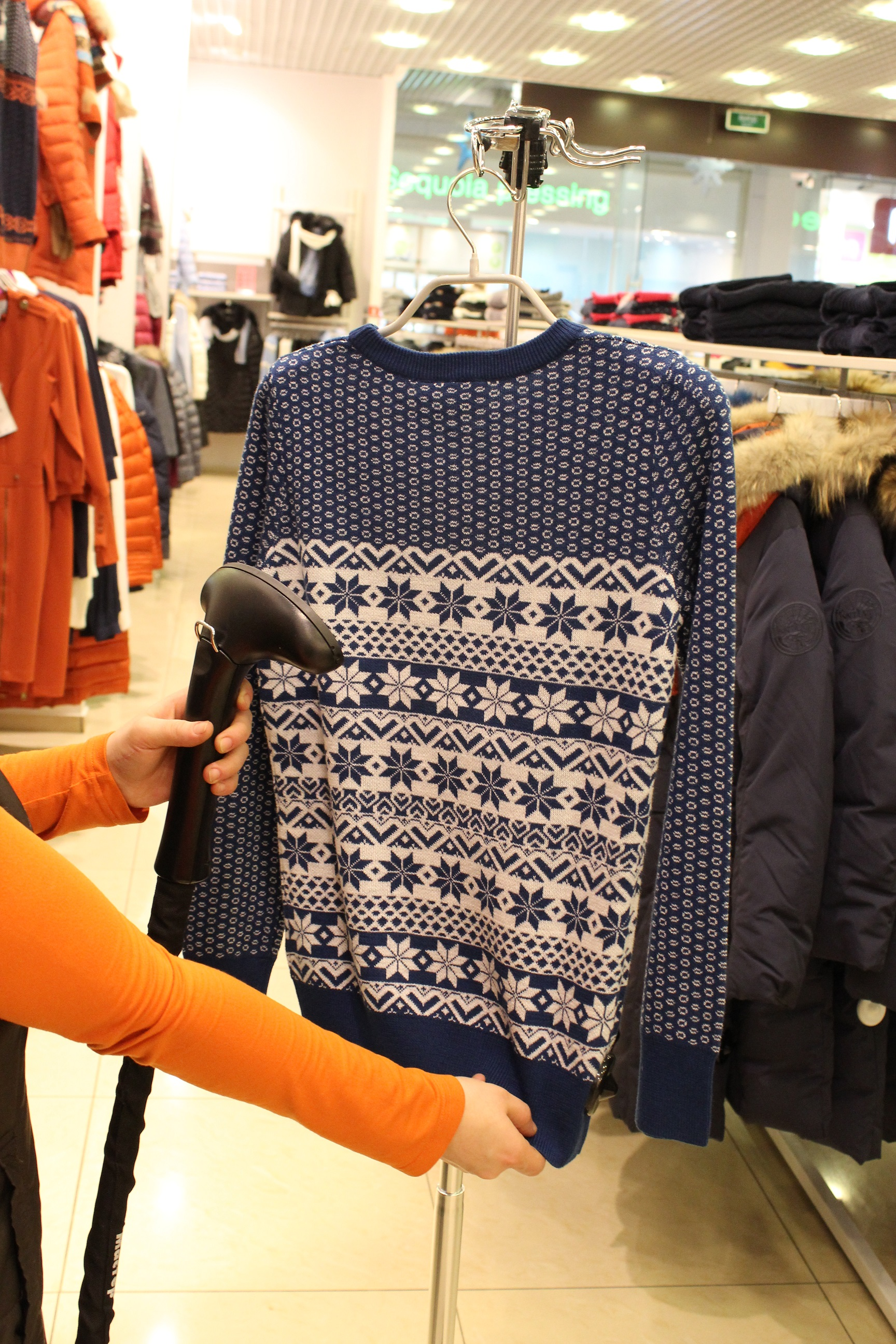
衣類スチーマー

衣類スチーマー（いるいスチーマー　clothes steamer　garment steamer or simply a steamer）とは、高温のスチーム（水蒸気）を放出し、熱と水分で繊維を元の形状に戻すことで衣類のシワをとったり、除菌・消臭をするための家電製品のことである。主にハンガーなどに衣類を掛けた状態で使用するため、アイロン台が不要。製品によっては一定以上傾けて使用すると、タンク内の水が漏れるものもある。
スチーム専用モデルと、プレス兼用モデルの２種類に分類される。また、電源コードが本体に繋がっているものやコードレスタイプ等もある。 
また、アタッチメントが付属するものもあり、スチーム吹き出し口にブラシを取り付けることの出来るタイプもある。 
使用方法は、衣類をハンガーに掛けた状態でシワのある部分に近距離からスチームをあてる。この際、衣類を軽く引っ張っりながらスチームを当てるとシワが伸びやすい。 

## 特徴

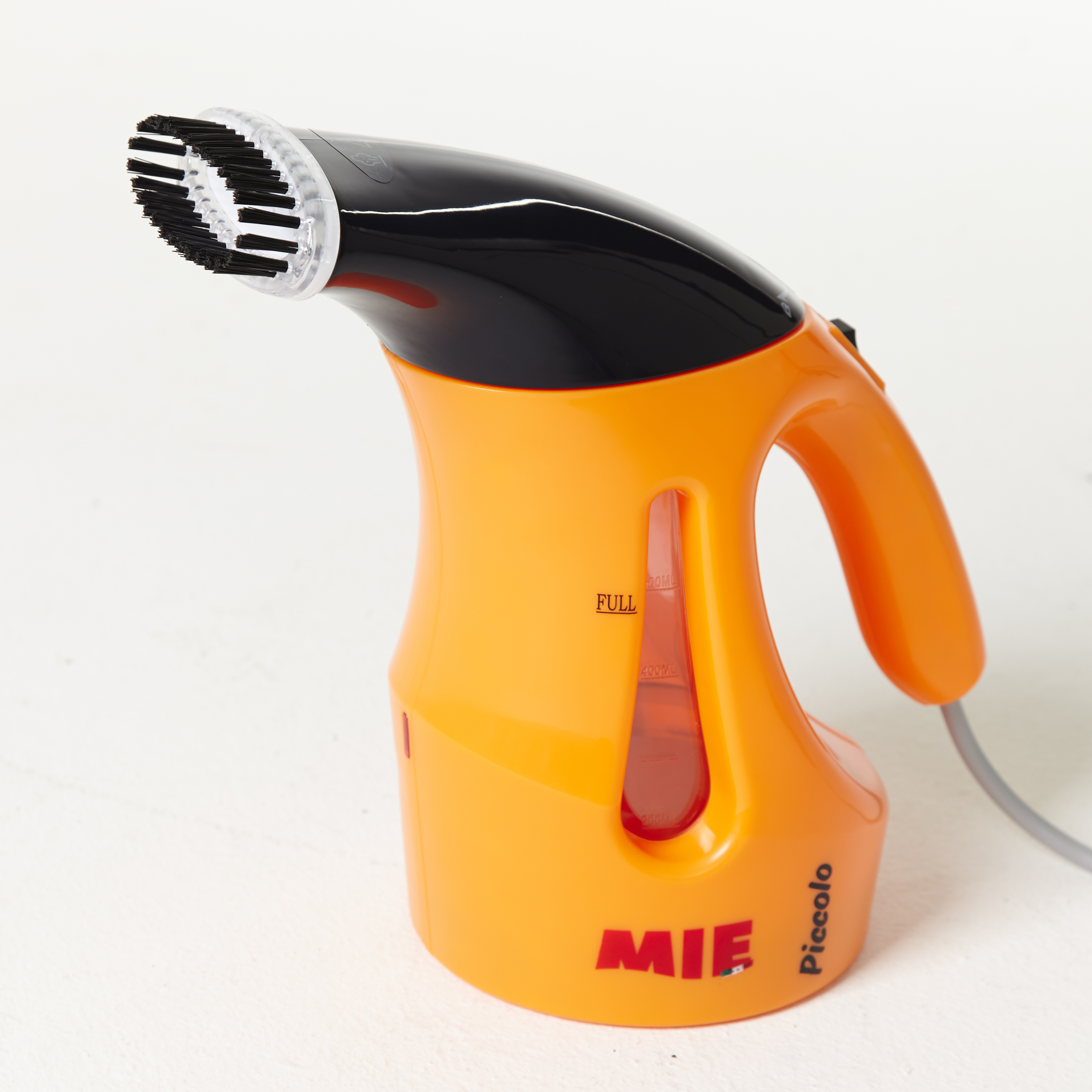
ポータブルスチーマー

## ギャラリー

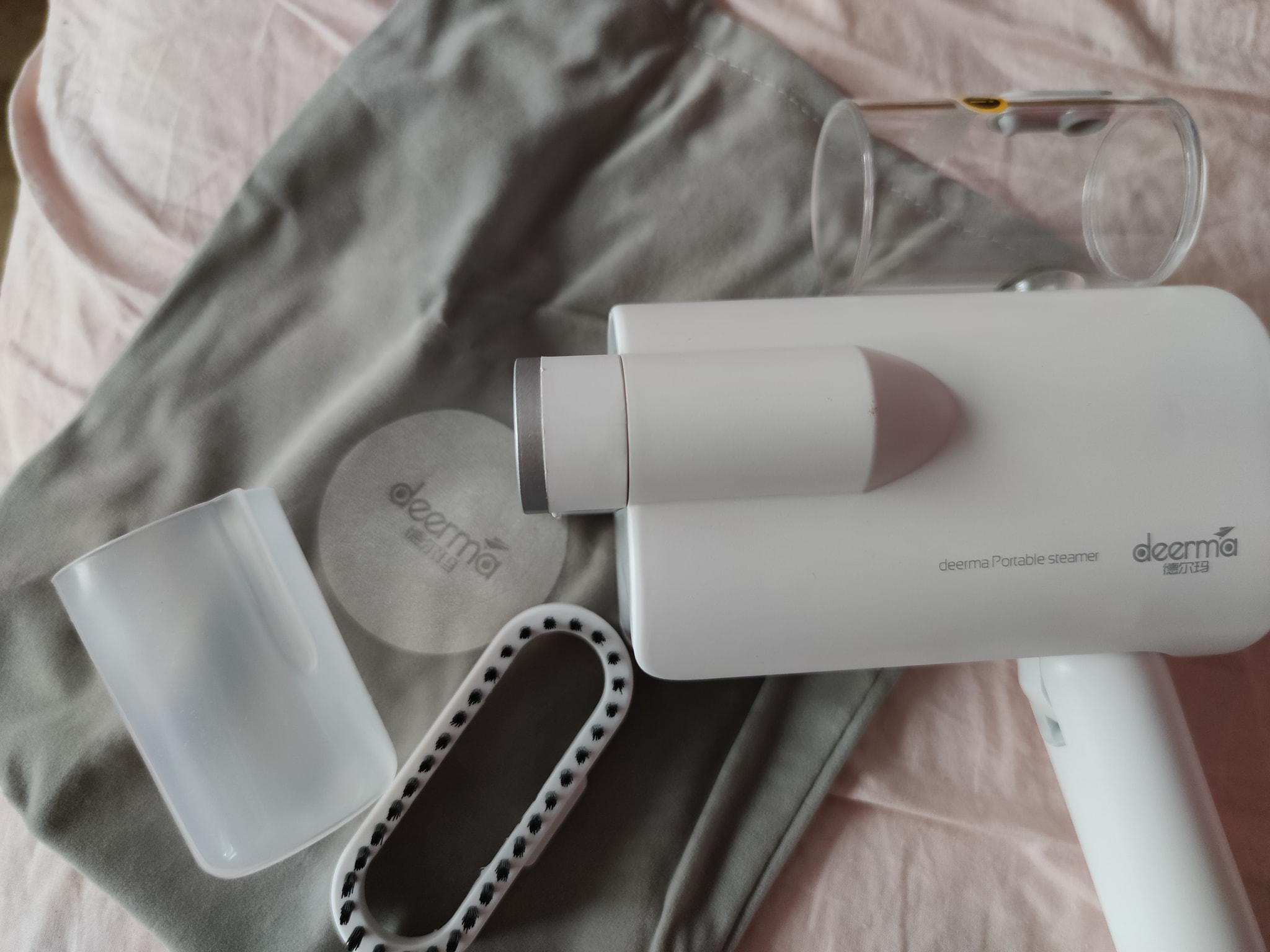
小米科技Deerma purtable汽船
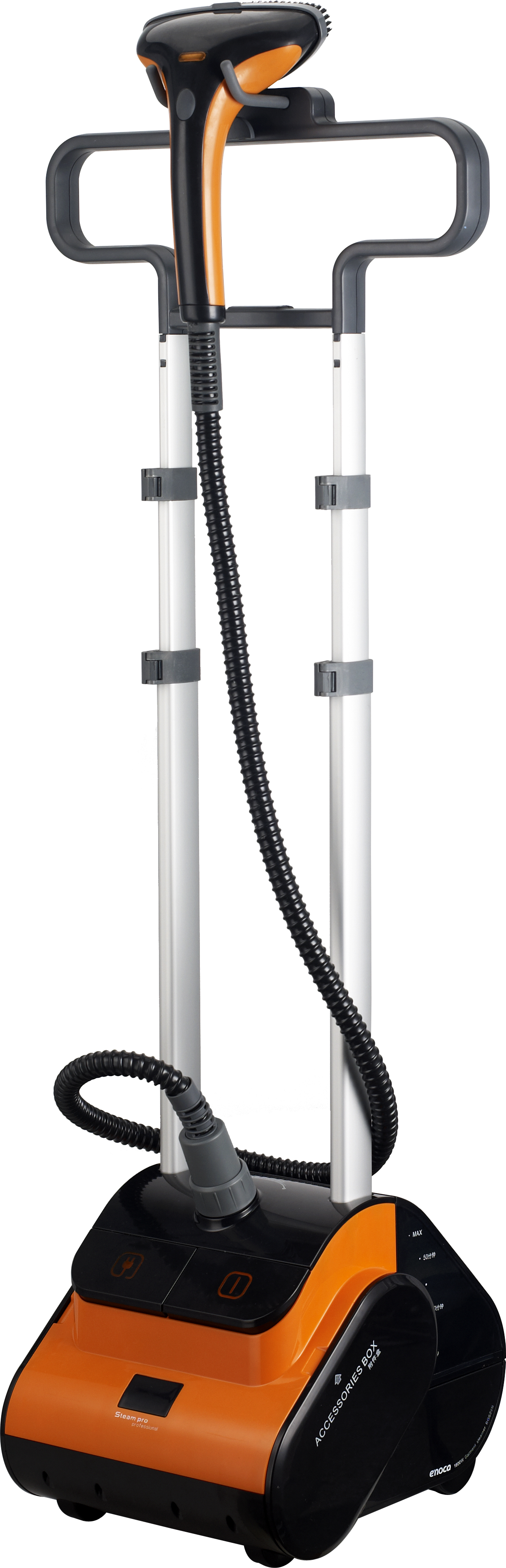
衣類スチーマーラック